# Associazione Calcio Savona 1930-1931
Questa pagina raccoglie i dati riguardanti l'Associazione Calcio Savona nelle competizioni ufficiali della stagione 1930-1931.

## Rosa
| N. |                   | Ruolo | Calciatore            |
| -- | ----------------- | ----- | --------------------- |
|    | Italia (bandiera) | A     | Angelo Bacigalupo (I) |
|    | Italia (bandiera) | A     | Bacigalupo (IV)       |
|    | Italia (bandiera) | C     | Giorgio Borgo         |
|    | Italia (bandiera) | P     | Giuseppe Cabria       |
|    | Italia (bandiera) | D     | Ceppone               |
|    | Italia (bandiera) | D     | Eugenio Della Valle   |
|    | Italia (bandiera) | C     | Paolo Gamba           |

| N. |                   | Ruolo | Calciatore        |
| -- | ----------------- | ----- | ----------------- |
|    | Italia (bandiera) | D     | Michele Giacobbo  |
|    | Italia (bandiera) | D     | Grassi            |
|    | Italia (bandiera) | C     | Ernesto Negro     |
|    | Italia (bandiera) | A     | Stefano Osilia    |
|    | Italia (bandiera) | C     | Ireneo Pellati    |
|    | Italia (bandiera) | D     | Perlo             |
|    | Italia (bandiera) | P     | Francesco Toscano |